# Veronella
Veronella (Veronèła in veneto) è un comune italiano di 5 144 abitanti della provincia di Verona in Veneto.

## Geografia fisica
Veronella dista 34 chilometri da Verona. Rispetto al capoluogo è in posizione sud est.

## Origini del nome
Agli inizi del Novecento il comune di Cucca dava adito a interpretazioni irrispettose per la dignità dei cittadini e perciò l'amministrazione, presieduta dal sindaco Alberto di Serego, ottenne nel 1902 di poter tramutarle il nome in Veronella, desumendo l'intitolazione dall'antico castrum leonis.

## Storia

### Origini
Nei pressi del fiume Adige che in epoca antica si dirigeva da Ronco-Albaredo verso Cucca, Montagnana, Este, riversando intorno i suoi limi e le sue sabbie a beneficio dell'uomo che voleva vivergli accanto. Nel nostro territorio il grande fiume volle lasciare un segno benevolo, disegnando una grande "C" quasi per lasciare un segno nel castrum leonis o Veronella alta, la più spettacolare testimonianza del suo antico passaggio.
Infatti, secondo alcuni studiosi, questo manufatto potrebbe risalire all'Età Neolitica o all'Età del bronzo e potrebbe essere stata la sede di una comunità palafitticola. 
Secondo un'ipotesi archeoastronomica, sarebbe stato invece un antico calendario solare, accostabile ai monumenti delle civiltà dei castellieri o megalitiche. Qualunque sia l'origine, il suo nome sarà destinato a sostituire quello di Cucca.
Sui dossi di Sabbionara, non lontano da Veronella Alta, tra il XI e il X secolo a.C. si insediò una piccola comunità di protoveneti, che aveva la sua necropoli vicino al laghetto di Caneviera, nei pressi di Desmontà. Gli scavi del 1989, effettuati dalla Soprintendenza Archeologica per il Veneto, hanno riportato alla luce numerosi reperti, tra cui una rara copia di schinieri del X secolo a.C., che ora arricchiscono il prestigioso Museo Civico di Cologna Veneta.

### Primi insediamenti
Proprio lungo quell'antico percorso dell'Adige, che passava per Cucca, i Romani costruirono una “Via Imperialis”, oggi conosciuta come “Via Porcilana” in quanto attraversava Porcile, toponimo della primitiva Belfiore: essa congiungeva Este a San Martino Buon Albergo, innestandosi poi nella via Postumia (che da Verona portava verso Aquileia).
Secondo la tradizione veneta, il 17 ottobre 589 l'Adige ruppe gli argini proprio all'altezza di Cucca provocando una disastrosa alluvione nota come rotta della Cucca, ritenuta responsabile del dissesto idrografico del basso Veneto seguito alla caduta dell'Impero romano d'Occidente.
Chi percorreva la Porcilana inevitabilmente doveva attraversare il ponte sull'Alpone prima di immettersi nell'acquitrinosa Zerpa. Questo fiume, scendendo dai monti Lessini, ha trasportato nei secoli considerevoli detriti, fino a crearsi un letto pensile che costituisce uno zoccolo che va da San Bonifacio fino ad Albaredo d'Adige.
Fu questa barriera a favorire le coltivazioni nelle zone di Desmontà e la formazione, intorno al secolo XI – XII d.C., del comune rustico di Cavalpone, che aveva il suo centro nella chiesa di S. Apollinare.
Dopo la sua scomparsa, avvenuta nel 1276 forse a causa di un incendio, la memoria sarà perpetuata nell'omonima chiesa sorta a Bonaldo nel secolo successivo, anche questa destinata ad essere distrutta nel secolo XIX per far posto all'attuale chiesa moderna.
Si sa che il comune rustico di Cavalpone godeva di regole proprie ma sotto il controllo del vescovo di Verona. Altre terre lungo l'Alpone si trovavano nelle mani di nobili famiglie o signorotti o di monasteri, come quelli benedettini di San Ruffino di Mantova e di San Fermo di Verona: il primo faceva capo alla cappella di Sant'Ilario e il secondo alle cappelle di S. Donato e di S. Gregorio. Queste due ultime chiese, con i loro territori, appartenevano ad un unico feudo, che la chiesa vicentina, agli inizi del secolo XIV, aveva concesso ai benedettini veronesi. Nella prima metà del secolo successivo, quando l'abbazia di San Fermo si trasformò in commenda, la chiesetta e il monastero di San Donato imboccarono la via della decadenza, mentre la chiesa di San Gregorio, officiata da un rettore, riceverà sempre più impulso, grazie anche alla spinta dei nuovi feudatari, i conti Lavagnoli, che riuscirono a conglobare nel feudo anche i beni dell'antica cappella di Sant'Ilario (dei monaci di San Ruffino di Mantova).

### I feudi di Cucca, S. Gregorio e Miega
Intanto il feudo di Cucca, anch'esso appartenente alla chiesa vicentina, già alla fine del secolo XIII era passato sotto il controllo degli Scaligeri. Il primitivo villaggio si era sviluppato attorno ad un castello, sorto su un dosso liscio e tondeggiante come il dorso di una cocciniglia o di una nocciola: da qui il nome “cucca” (dal latino coccum). Ancora oggi quell'antica fortezza viene soprannominata “Cucchetta” o “Corte grande”, mentre il toponimo via Borgo sta ad indicare il primo nucleo di case formatosi al di fuori delle mura perimetrali del castello.
Agli inizi del 1300 Cucca e Cavalpone erano controllate da Federico della Scala, ma, nel 1325, in seguito ad una congiura, erano passate alla Fattoria Scaligera. Tutto questo territorio per il valore di oltre quattromila campi, veniva donato nel 1382 a Cortesia Marassi di Serego dall'ultimo dei Scaligeri, Antonio, che intendeva così ricompensare il suo fedele capitano per i numerosi servizi prestati durante il suo governo.
Nel 1405, con l'avvento della Repubblica di Venezia, si formava il comune di Cucca, che comprendeva, oltre il capoluogo, i centri abitati di San Gregorio (con le contrade di Bonaldo, Oppi e Desmontà) e Miega (con la contrada di Giavone), tutte facenti parte della podesteria colognese.
Nel 1466 il vescovo di Vicenza concedeva ai conti Lavagnoli il diritto di decima sui beni feudali di San Gregorio e di Sant'Ilario. Agli inizi del Cinquecento questi nobili ottennero anche lo juspatronato sulla nomina del parroco. Il primo nucleo del paese si sviluppò intorno alla chiesa, ma poi continuò ad ampliarsi lungo la strada che portava all'antico comune rustico di Cavalpone, occupando un'area che fu caratterizzata da molteplici toponimi, come Casetta, Oppi, Desmontà, San Donà, Bruso, Canova e la stessa Bonaldo. 
Miega invece, insieme a Cucca, diventò possesso dei conti di Serego. Sembra che sia stato Pandolfo di Serego, nipote di Cortesia, a far edificare la prima cappella intorno al 1480. Il villaggio che si sviluppò successivamente deve la sua espansione ai Serego, che fin dal Cinquecento godettero dello juspatronato sulla nomina del parroco.
Altre origini ha invece l'oratorio dei Santi Pietro e Paolo a Giavone, che nel secolo XVIII, per l'intervento dei nobili Querini Stampalia, fu affidato ai padri carmelitani e, nel secolo successivo, fu annoverato fra i beni della parrocchia di Miega in diocesi di Verona.

### Simboli
Lo stemma e il gonfalone sono stati concessi con regio decreto del 2 settembre 1938.
Il gonfalone è un drappo di azzurro.

## Monumenti e luoghi d'interesse

### Architetture religiose

#### Chiesa di San Giovanni Battista
Dedicata a san Giovanni Battista, ebbe il suo primo Rettore nel 1388, a cui fu affidato anche un piccolo ospizio per accogliere i pellegrini e i malati poveri. Voluta dai conti di Serego, ne mantennero la proprietà e lo juspatronato fino alla fine della seconda guerra mondiale. Sulla facciata si notano: lo stemma dei conti Serego e le statue di San Giovanni Battista, San Gaetano, San Pancrazio, San Sebastiano e San Rocco. All'interno si possono ammirare: una vasca battesimale del 1400; una Madonna col Bambino, replica di un bassorilievo che si trova in un museo di Londra e attribuito a Desidero da Settignano, allievo del Donatello; la pala dell'altare maggiore di Melchiorre Galluzzi del 1586; l'Annunciazione attribuita alla scuola del Brusasorzi (secolo XVI); San Rocco e altri santi di Antonio Del Bianco del 1782; alcune statue: Madonna con Bambino, San Domenico, San Carlo Borromeo e San Pancrazio.

#### Chiesa di San Gregorio Magno
Fu rinnovata tra il 1814 e il 1818 su progetto di Francesco Fostini; il campanile fu costruito nel 1836. L'altare maggiore, capolavoro dei fratelli Bonazza di Padova, è del 1760 e proviene dal duomo di Cologna Veneta. Tra le tele conservate all'interno della chiesa alcune provengono dall'oratorio di San Donato. Tra le più belle figurano: il Transito di san Giuseppe di L. Rizzi del 1891, la Sacra Famiglia e la Samaritana di Costantino Pasqualotto (secolo XVIII), una copia della Santa Teresa d'Avila di Sebastiano Ricci (secolo XVIII).
Sulla facciata della chiesa della Madonna del Rosario, costruita a Desmontà nel 1960, si trova il busto del Redentore, attribuito al maestro di Santa Anastasia (secolo XIV) e proveniente dalla chiesa di San Fermo a Verona. Al interno si conservano quattro tele del veronese Marco Marcola (secolo XVIII) e una crocifissione di ignoto pittore settecentesco: tutte opere provenienti dall'oratorio di San Donato e ultimamente traslocate nella cappella invernale della parrocchiale.

#### Chiesa di Sant'Antonio Abate in Miega

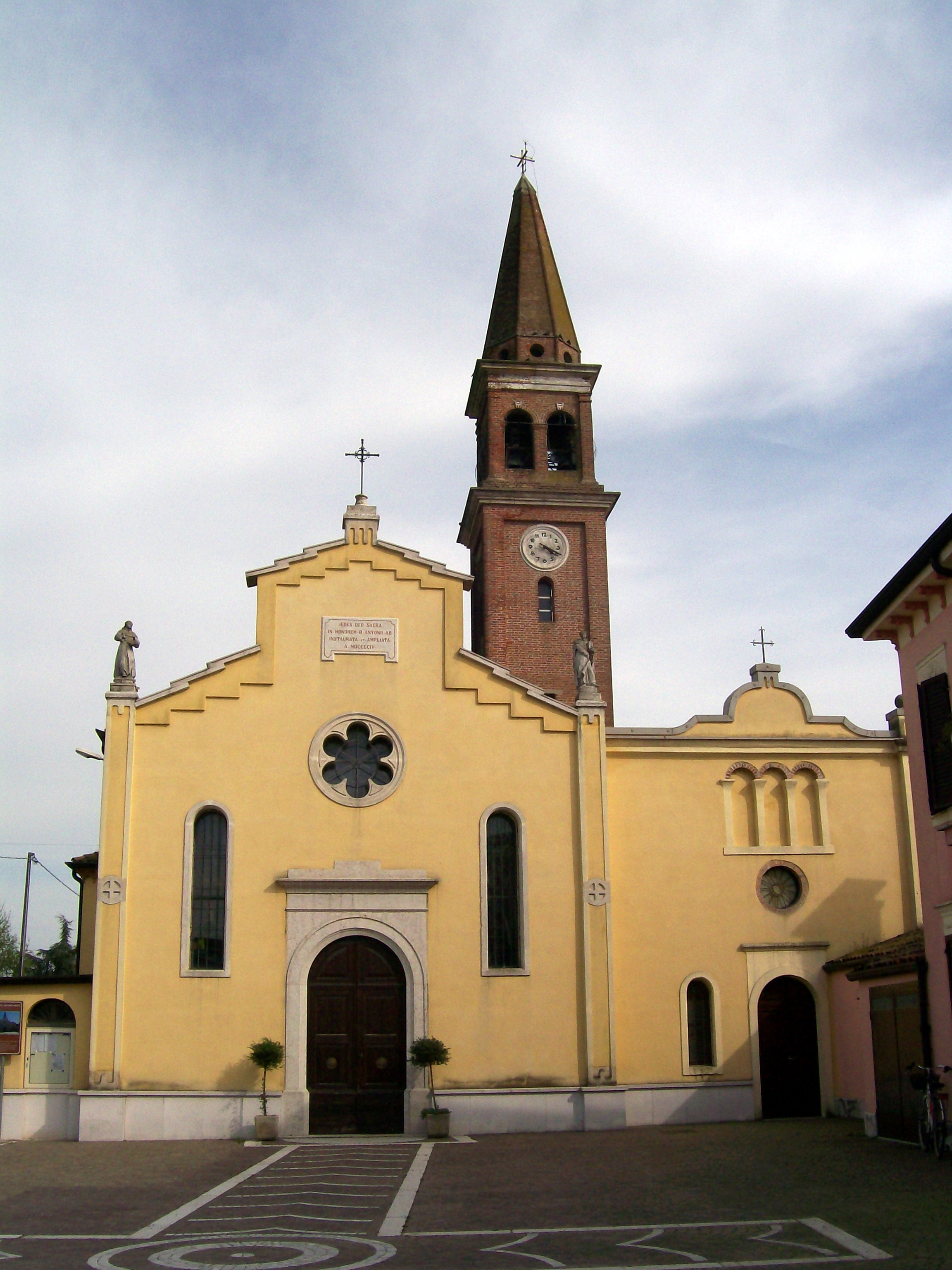
Chiesa parrocchiale di Sant'Antonio Abate in Miega.

Dedicata a sant'Antonio abate, dal Cinquecento ad oggi ha subito varie trasformazioni. Sulla facciata spiccano le statue di San Francesco e di San Domenico. Tra le opere conservate all'interno vanno segnalate: la pala del patrono sull'altare maggiore di Giuseppe Resi (1967); la statua di Sant'Antonio Abate (secolo XVIII) e la vasca battesimale settecentesca.

#### Oratorio della Beata Vergine del Carmine a Giavone
All'interno dell'oratorio si trova la tela novecentesca dell'altare maggiore che ricopre l'originale affresco, ormai rovinato, dei Santi Pietro e Paolo.

#### Oratori e capitelli
In diversi punti del territorio del comune sono presenti dei capitelli, che testimoniano la pietà popolare; anche nel territorio di San Gregorio si trovano oratori e capitelli.

### Architetture civili

#### La Cucchetta o Corte grande
La storia, l'economia e la vita sociale di Veronella, Miega e San Gregorio sono state fortemente condizionate da due nobili famiglie: quella dei conti Marassi di Serego e quella dei Lavagnoli. Le ville rimaste testimoniano lo splendore e la ricchezza di un'aristocrazia che per secoli costituì il volano della società contadina.
Quando sia stato costruito il castello di Cucca è ancora incerto. Intorno al mille potrebbe essere stata innalzata una piccola fortezza, che si è ingrandita nei secoli successivi fino a conglobare una possente costruzione, con torri merlate, muraglie e brolo, compreso l'oratorio. Tutto il complesso è passato alla storia con la denominazione di “Corte grande” o “Cucchetta”. Quando nel 1382 arrivarono i conti Serego, fu trasformato in centro agricolo dove confluivano i raccolti delle campagne intorno. Qui venivano ospitati nobili e signorotti che andavano a caccia con il falcone o trascorrevano il tempo libero tra libagioni e piatti succulenti (quaglie, capretti, selvaggina, asparagi ecc.). Qui fu accolto con grandi onorificenze l'imperatore Carlo V, fra il 4–5 novembre 1532, mentre era in viaggio presso Mantova-Bologna per incontrare il Papa. Nel XVI secolo la corte subì una trasformazione con la costruzione delle barchesse, su disegno di Andrea Palladio, a cui viene attribuito anche la costruzione della “Botte Zerpana”, un manufatto in cotto per far passare la fossa Sarega sotto l'alveo dell'Alpone. Nel 1775 la parte del castello prospiciente la strada principale fu trasformata in palazzo e scomparve l'ultima torre. Oggi questo importantissimo monumento, a cui è legata l'origine del paese, è da tempo abbandonato, in attesa di un radicale restauro.

#### El tezon
Una strana costruzione, anche questa appartenente ai Serego, si trova in via Roversello. Popolarmente è conosciuta come “el tezon”: è una abitazione unita ad un'ampia stalla (a forma di capannone), sorta nel 1500 per ospitare pastori, greggi e salnitrari. Durante la Repubblica Veneta i tezoni erano controllati dallo Stato, in quanto dalla urina delle pecore si ricavava il salnitro che, mescolato con zolfo e carbone, andava a formare la polvere da sparo. L'iscrizione sulla facciata ricorda che fu innalzato nel 1573, mentre Giovanni Bondumier era Provveditore alle Artiglierie e Andrea Contarini era podestà di Cologna Veneta. Dal 1799 fu più volte occupato da truppe francesi ed austriache. Nel 1915 fu restaurato dal conte Alberto di Serego e trasformato in fattoria agricola. Alla fine della seconda guerra mondiale qui si verificò un drammatico episodio di guerriglia partigiana, culminato con la morte di quattro tedeschi. Rappresenta un raro monumento della civiltà veneta. Nel 2016 è stato completamente restaurato per renderlo sede della Fattoria Sociale Tezon dove verranno assistite e avviate al recupero persone in stato di disagio psichico, fisico e sociale.

#### Le ville
Nel 1870 i Serego fecero costruire un'altra villa non lontano da quella storica della “Cucchetta”. Immersa nel verde, in stile neoclassico, presenta un salone centrale da cui si dipartono varie sale. I piani superiori sono simmetrici a quelli inferiori. Fregi e decorazioni sono di fine Ottocento. La dépendance, sul lato sinistro, è stata aggiunta agli inizi del Novecento. Nel 1996 tutto il complesso è stato restaurato dall'attuale proprietario, il conte Giordano Alberto di Serego.
Come è stato detto, i conti Serego avevano invitato il grande Palladio per ristrutturare l'antica fortezza della “Cucchetta” e trasformarla in una villa più funzionale. Per realizzare il progetto il famoso architetto vicentino venne più volte a Cucca tra il 1564-70, ma per oscuri motivi tutto si arenò mentre erano ancora in costruzione le barchesse.
Una villa palladiana invece fu invece realizzata per volere del conte Annibale di Serego a Miega, tra il 1546-65: le barchesse infatti richiamano le modonature di quelle di Cucca. 
Alla fine del secolo XIX la villa di Miega fu abbattuta per far posto ad una costruzione moderna. Dell'originale progetto ne è rimasta testimonianza nel Libro dell'Architettura del Palladio.
La villa dei conti Lavagnoli a San Gregorio risale alla seconda metà del Settecento ed è sorta accanto al più antico villino. Dal nucleo centrale, con i saloni in parallelo, si snodano ai fianchi una trentina di locali distribuiti su due piani. Sulle pareti del salone d'entrata sono riprodotte le principali operazioni della risaia, con iscrizioni tratte da La coltivazione del riso del poeta veronese G.B. Spolverini (1695 – 1763). In una sala a sinistra sono a stento ancora leggibili dei medaglioni con i ritratti di alcuni personaggi della nobile famiglia lavagnola, i cui capostipiti sono rappresentati nelle statue del cancello d'ingresso (1210). Secondo la tradizione, in questa villa avrebbe pernottato Napoleone Bonaparte dopo la battaglia di Arcole (17 novembre 1796). Dell'originale complesso, che comprendeva barchesse, scuderie e una lunga muraglia che circondava il brolo, non è rimasto che l'oratorio di San Ilario, sorto nel secolo XII per volontà dei monaci di San Ruffino di Mantova e rifatto nel 1802. La villa, passata ai Da Mula e ai Dal Covolo, è stata venduta dopo la seconda guerra mondiale ad un privato cittadino ed oggi accoglie oggetti di antiquariato.

## Società

### Evoluzione demografica
Abitanti censiti

## Cultura

### Eventi
- Antica Sagra Madonna del Carmine di Veronella:

Terza settimana di luglio
- Festa della Verza Moretta di Veronella:

Nel mese di Novembre
- Sagra di San Gregorio:

In agosto
- Sagra del Clinton:

In ottobre a Miega

## Economia

### Tra agricoltura e industrializzazione
- Agricoltura

Il territorio di Veronella è agricolo per vocazione. Durante il periodo della Repubblica Veneta erano fiorenti le coltivazioni di frumento, di biade e di canapa. Diffuse anche la viticoltura e la bachicoltura, con numerose piante di gelso che caratterizzavano le nostre campagne. Nel Settecento si fece strada la coltivazione dei mais e della patata, che s'intensificarono tra l'Otto-Novecento. Successivamente si diffusero le piantagioni di tabacco, di barbabietole, di verze e, ultimamente di soia, di radicchi e di asparagi.
Una menzione particolare va fatta al prodotto tipico locale rappresentato dalla Verza Moretta di Veronella. Un cavolo verza dalle ricche proprietà nutritive con un cuore giallastro e una foglia esterna bollosa dalle caratteristiche tonalità violacee scure. Il gusto risulta essere più dolciastro rispetto alla classica verza. Dal 2013 è diventato Prodotto Agroalimentare Tipico. La Proloco propone ogni anno nel mese di novembre la Festa della Verza Moretta di Veronella dove poter gustare e abbinare il prodotto a diversi piatti.
Fa parte della zona di produzione del vino Arcole DOC. Oggi la maggior parte degli occupati lavora in imprese industriali.
Con il cambiamento del nome, si apre il secolo della rivoluzione industriale-tecnologica e gli abitanti si avviano a percorrere la strada del progresso. Tuttavia l'agricoltura continua ad essere l'attività trainante, coadiuvata dal tradizionale artigianato. Dopo la seconda guerra mondiale comincia a propagandarsi la meccanizzazione anche tra i lavoratori della terra, mentre alcune famiglie emigrano verso le città industriali. Lentamente si fa strada lo sviluppo edilizio e a Veronella, come a San Gregorio e Miega, nascono nuovi quartieri. Anche le vecchie case dei centri storici cominciano a subire rinnovamenti e trasformazioni.
- Industria

Negli anni sessanta, alla periferia di Veronella, s'insedia L'URANIO, una fabbrica di batterie, che alla fine del XX secolo viene assorbita dalla FIAMM di Montecchio Maggiore. In località Canova, vicino alla superstrada padovana, si crea una zona industriale, che accoglie fabbriche riguardanti i settori tessile, chimico, meccanico e artigianale. Negozi e altri numerosi servizi pubblici e privati trovano adeguati spazi nei centri storici.
- Servizi

Vengono costruiti: una palestra e un campo sportivo, una sala civica a Veronella e a San Gregorio, la biblioteca, ristrutturate a ampliate le scuole comunali e le scuole materne. 
L'amministrazione comunale è tuttavia impegnata a fornire adeguati servizi secondo le esigenze dei tempi. Sul suo vessillo è impresso il simbolo di una mura merlata con un leone rampante: è l'immagine di un comune giovane, che ha cambiato vita appena 100 anni fa, con la volontà di continuare ad operare con tenacia per affrontate tutte le sfide che il futuro ci riserva.

## Amministrazione
Fa parte dell'Unione comunale Adige-Guà, costituita da quattro comuni: Pressana, Roveredo di Guà, Veronella e Zimella. Inoltre il comune aderisce al movimento patto dei sindaci 
| Periodo     | Periodo     | Primo cittadino | Partito                             | Carica  | Note   |
| ----------- | ----------- | --------------- | ----------------------------------- | ------- | ------ |
| giugno 1985 | aprile 1995 | Antonio Cicolin | Democrazia Cristiana                | Sindaco | [ 10 ] |
| aprile 1995 | giugno 1999 | Antonio Cicolin | Partito Popolare Italiano           | Sindaco | [ 11 ] |
| giugno 1999 | giugno 2004 | Antonio Cicolin | Lista civica                        | Sindaco | [ 12 ] |
| giugno 2004 | giugno 2009 | Dino Paggiola   | Lista civica                        | Sindaco | [ 13 ] |
| giugno 2009 | maggio 2019 | Michele Garzon  | Lega Nord/Lista civica              | Sindaco | [ 14 ] |
| maggio 2019 | giugno 2024 | Loris Rossi     | Lista civica Uniti per cambiare     | Sindaco |        |
| giugno 2024 | "in carica" | Cavallon Matteo | Costruiamo il Futuro - Lista Civica | Sindaco |        |